# Durch das Tal
Durch das Tal (Originaltitel Through the Valley) ist die zweite Episode der zweiten Staffel der amerikanischen postapokalyptischen Drama-Fernsehserie The Last of Us. Sie wurde von Serien-Mitschöpfer Craig Mazin geschrieben und von Mark Mylod inszeniert und erstmalig am 20. April 2025 auf HBO ausgestrahlt. Einen Tag später lief sie in Deutschland bei Sky Atlantic. Die Episode folgt Ellie (Bella Ramsey) und Jesse (Young Mazino) auf Patrouille, die nach Joel (Pedro Pascal) und Dina (Isabela Merced) suchen, während Tommy (Gabriel Luna) einen Angriff auf Jackson (Wyoming) vorbereitet und Abby (Kaitlyn Dever) sich an Joel rächen will.
Die Folge wurde Anfang 2024 gedreht. Der Angriff auf Jackson, der den Konflikt und die Motivationen der Figuren weiterführen sollte, wurde fast vier Wochen lang gefilmt und erforderte mehr als 600 Aufnahmen für visuelle Effekte, etwa 100 Statisten und Dutzende von Stuntleuten. Die Autoren haben sich dafür entschieden, Joels Tod zu Beginn der Staffel zu zeigen, um die Handlung in Gang zu setzen. Kritiker lobten die Regie, die Kameraführung, das Drehbuch und die Leistungen von Pascal, Ramsey und Dever; einige waren der Meinung, dass der Angriff auf Jackson Joels Tod überschattete, während andere die Gegenüberstellung lobten. Die Premiere wurde von 643.000 Zuschauern im linearen Fernsehen gesehen.

## Handlung
Als Abby mit ihrer Gruppe in einer verlassenen Hütte in der Nähe von Jackson (Wyoming), Zuflucht sucht, hat sie einen Traum, in dem sie ihr früheres Ich davor warnt, den Raum zu betreten, in dem ihr Vater getötet wurde. (a) Als sie erwacht, konzentriert sie sich auf ihre Mission, Joel zu töten, während ihre Freunde, besorgt über die Sicherheitslagen der Stadt und das Fehlen eines Plans, den Rückzug erwägen. Abby macht sich auf den Weg, um Jackson zu befragen, und ihr Freund Owen sagt dem Rest der Gruppe, dass er versuchen wird, sie zur Rückkehr nach Seattle zu überreden.
Ellie sagt Jesse, dass sie mit Joel auf Patrouille gehen will, aber Jesse teilt ihr mit, dass er bereits mit Dina unterwegs ist. Abby weckt versehentlich eine große Horde Infizierter, die sich unter dem Schnee versteckt hält, und wird von Joel und Dina gerettet. In Jackson werden die infizierten Ranken entdeckt, die die Horde in die Stadt umleiten, was zu einem Kampf führt, bei dem Jackson schwere Schäden und Verluste erleidet; Tommy verteidigt seine Frau Maria gegen einen Bloater, indem er ihn weglockt und ihn mit einem Flammenwerfer tötet.
Abby lockt Joel und Dina in die Hütte und behauptet, sie habe Freunde, die ihnen helfen könnten, Jackson zu verteidigen. Nachdem sie Dina ausgeschaltet hat, gibt sich Abby als die Tochter des Firefly-Arztes zu erkennen, den Joel in Salt Lake City getötet hat. (a) Sie schießt Joel mit einer Schrotflinte ins Knie und schlägt wiederholt mit einem Golfschläger auf seine Kniewunde ein, bis der Schläger entzwei bricht. Ellie, die auf der Suche nach Joel und Dina war, wird gefesselt und gezwungen zuzusehen, wie Abby Joel tötet, indem sie ihm mit dem zerbrochenen Schläger den Hals aufspießt. Ellie schwört, Abby und ihre Freunde aus Rache zu töten, aber die Gruppe verschont sie und geht. Jackson beginnt, sich von dem Gemetzel des Kampfes zu erholen, während Ellie, Dina und Jesse mit Joels Leiche nach Hause zurückkehren.

## Produktion

### Konzeption und Drehbuch

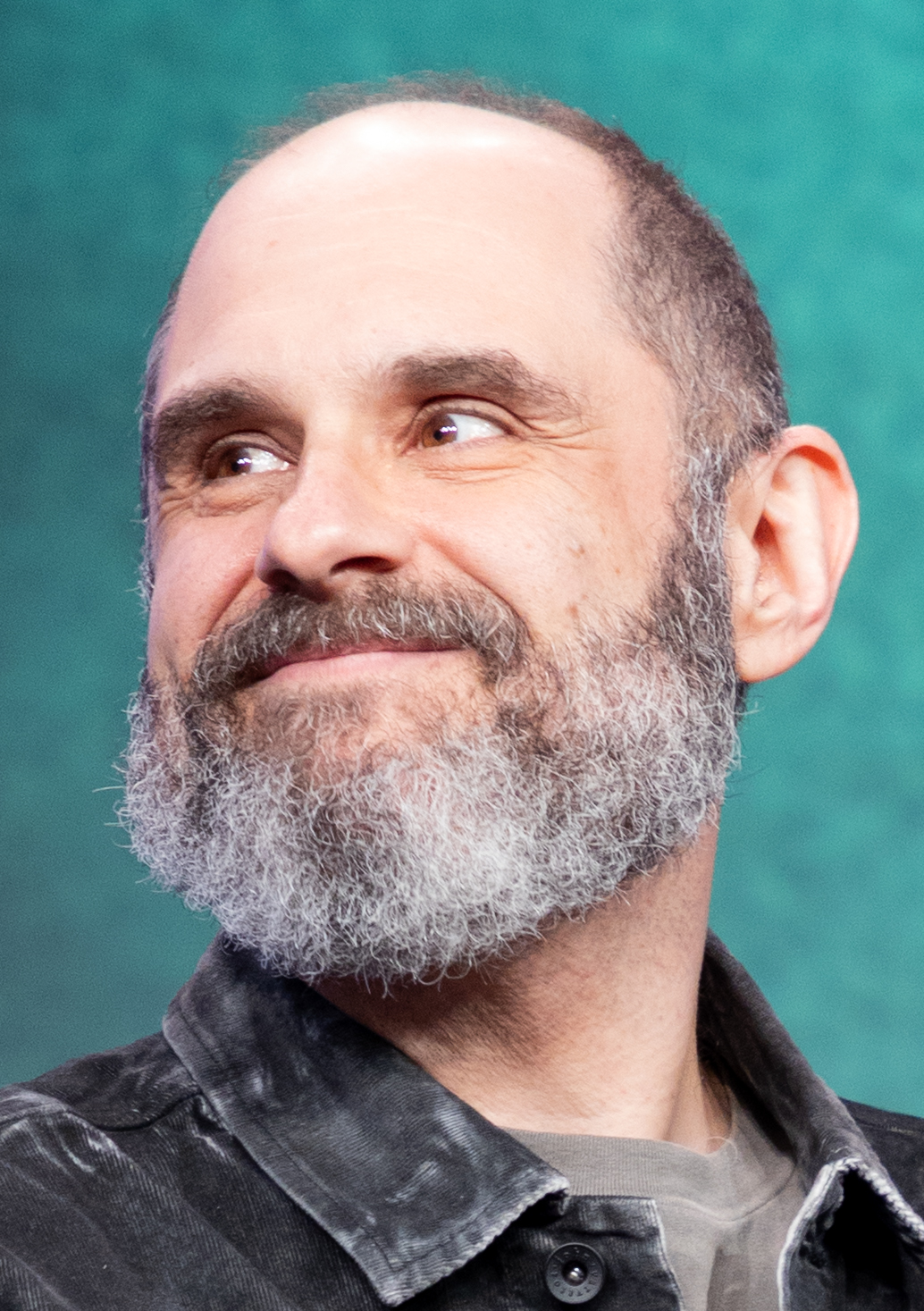
Durch das Tal wurde von Serien-Co-Schöpfer Craig Mazin geschrieben.

Durch das Tal wurde von Craig Mazin, dem Mitschöpfer der Serie The Last of Us, geschrieben und von Mark Mylod inszeniert. Mazin wollte, dass Mylod an der ersten Staffel mitarbeitet, aber er war mit Regiearbeiten zu Succession beschäftigt. Nachdem Mylod während einer Podiumsdiskussion erwähnt hatte, dass er gerne mit Mazin zusammenarbeiten würde, schickte Mazin ihm das Skript der Episode, das Mylod las und unwiderstehlich fand. Mylod führte zuvor Regie bei der Game-of-Thrones-Episode Der Gebrochene, in der Bella Ramsey (die Ellie spielt) ihre erste Schauspielrolle hatte. Deadline veröffentlichte Mazins Drehbuch im Juni 2025 und zählte es zu den besten Drama-Episoden des Jahres.
In The Last of Us Part II (2020), dem Spiel, auf dem die zweite Staffel basiert, ist Joel mit Tommy auf Patrouille und Ellie mit Dina; Joel wurde in der Episode mit Dina gepaart, um ihre Beziehung zu zeigen, da sie im Spiel nicht interagieren, und um sie enger mit Joels Tod zu verbinden. Dina von Ellie getrennt zu halten, machte auch ihre laufende Beziehung mehrdeutig. Mazin war der Meinung, dass es einen weiteren Grund für Joel gab, sich nicht gegen Abby zu verteidigen, da er damit Dinas Leben riskierte. Ramsey fand, dass es ein Element des Grolls für Ellie hinzufügte, da Joel seinen letzten Tag mit Dina statt mit ihr verbrachte. Ellie mit Jesse zu paaren, erlaubte auch, sich auf ihre Beziehung zu konzentrieren.
Mazin erfuhr von Joels Tod während der Entwicklung von Part II, bevor er mit dem Schreiben der ersten Staffel der Serie begann. Er hielt es für die richtige erzählerische Entscheidung und wollte es nicht aus der Serie entfernen, da die Brutalität eine effektive Konsequenz von Joels Handlungen war.:3:26 Die Autoren haben lange darüber nachgedacht, in welcher Episode Joels Tod gezeigt werden soll, und nachdem sie kurz in Erwägung gezogen hatten, ihn gegen Ende der Staffel zu zeigen, entschieden sie sich dagegen. Mazin war der Meinung, dass es angemessen war, ihn in der zweiten Episode der Staffel zu zeigen, nachdem sie in der Staffelpremiere die angespannte Beziehung von Joel und Ellie gesehen hatten.:4:22 Neil Druckmann, der Co-Schöpfer der Serie, der die Spiele geschrieben und Co-Regie geführt hat, war der Meinung, dass es zu Beginn der Staffel geschehen sollte, parallel zum Beginn der eigentlichen Geschichte:41:40 und weil sie der Meinung waren, dass eine spätere Handlung den Eindruck erwecken würde, dass sie „mit den Füßen auf der Stelle treten“. Mazin dachte auch darüber nach, welche Auswirkungen es hätte, wenn Joels Tod erst später in der Staffel eintreten würde, da den Zuschauern, die das Spiel gespielt hatten, ständig bewusst war, dass er noch nicht eingetreten war, und er wollte nicht das Gefühl haben, dass die Autoren „mit allen spielen“.
Mylod war nervöser bei der Verfilmung von Joels Tod als bei den anderen Actionszenen, aufgrund seiner Auswirkungen und seines Wunsches, den Darstellungen im Spiel gerecht zu werden.:20:17 Druckmann war der Meinung, dass die Darstellung der Brutalität den Zuschauern erlaubte, die Denkweise der Figuren und ihre darauffolgenden Entscheidungen zu verstehen, obwohl sie aufgrund des Realismus einer Realverfilmung gegenüber dem Spiel leicht reduziert wurde. Mazin und Mylod diskutierten lange darüber, welches Maß an Gewalt dargestellt werden sollte, da sie der Meinung waren, dass es notwendig war, Abbys Handlungen zu rechtfertigen, aber auch zurückhaltend genug, um sie nicht zu verherrlichen. Ursprünglich sollte die Brutalität subtiler dargestellt werden, aber Mylod war der Meinung, dass die Vermeidung der Darstellung von Joels Tod „schüchtern“ wirkte und so, als würden sie sich „wegducken“. Mazin war der Meinung, dass das Zeigen von Abbys Fäusten, die Joels Gesicht treffen, „überflüssig und wie in einem Actionfilm“ gewesen wäre und nicht die wahre Traurigkeit und Verwerflichkeit der Szene widerspiegelte, während Mylod „offene Folter vermeiden wollte“. Im Spiel tötet Abby Joel mit einem finalen Schlag mit dem Golfschläger, aber Mazin war der Meinung, dass dies in der Episode nicht vernünftig umgesetzt werden konnte und suchte stattdessen nach einer realistischen Darstellung der Gewalt. Ellies Kriechen zu Joel war in Mazins erstem Entwurf des Drehbuchs vorhanden und spiegelte ihr Bedürfnis wider, bei ihm zu sein. Mazin schrieb unausgesprochene Dialoge in seinen Drehbüchern in Kursivschrift, um den Schauspielern zu ermöglichen, die Motivationen der Figuren zu verstehen; als Joel versucht, sich zu bewegen, nachdem Ellie ihn anfleht, aufzustehen – im Gegensatz zum Spiel – stellte das Drehbuch klar, dass er sich ihrer Anwesenheit bewusst war und versuchte, für sie zu handeln:

“And now he hears her. We see it happen. He's barely conscious, but her voice will always cut through.

Ellie…

Ellie: Fucking get up… GET UP!

I will try for you. I would do anything for you. That's why I'm here. That's why this is happening.

I will try.

Abby walks slowly toward him.

Ellie: Get up… get up…

Joel tries with every ounce of strength he has left. But all it means is that his head lifts slightly… his trembling hand reaches out…
…and then he collapses again.”

„Und jetzt hört er sie. Wir sehen, wie es geschieht. Er ist kaum bei Bewusstsein, aber ihre Stimme wird immer durchdringen.

Ellie …

Ellie: Steh auf, verdammt! STEH AUF!

Ich werde es für dich versuchen. Ich würde alles für dich tun. Deshalb bin ich ja hier. Deshalb passiert das alles.

Ich werde es versuchen.

Abby geht langsam auf ihn zu.

Ellie: Steh auf … steh auf …

Joel versucht es mit jedem Quäntchen Kraft, das er noch hat. Doch das bedeutet nur, dass sich sein Kopf leicht hebt … seine zitternde Hand streckt sich …
… und dann bricht er wieder zusammen.“

Die Autoren waren der Meinung, dass das Fehlen eines Spielercharakters im Computerspiel es der Serie ermöglichte, Angriffe auf die Stadt Jackson zu zeigen, die im Spiel nicht dargestellt werden.:7:16 Druckmann schätzte die Darstellung des Ausmaßes der Infizierten, das in den Spielen und der ersten Staffel angedeutet, aber selten gezeigt wird.:24:50 Die Vertrautheit der Autoren mit der Produktion der Serie ermöglichte mehr Action-Sequenzen, durch die sie die Verbindung zur Charakterentwicklung aufrechterhielten.:25:46 Mazin war der Meinung, dass Beziehungen wie die von Tommy und Maria die Bedeutung der Handlung erhöhten, so dass es sich nach mehr anfühlte als „nur ein Kampf“.:29:30 Druckmann war der Meinung, dass die Einbeziehung der Belagerung den Figuren mehr anhaltende Konflikte einbrachte, da sie mit mehr Verlusten als nur Joel zu kämpfen haben, und Mazin war der Meinung, dass der Verlust der Stabilität und Sicherheit der Figuren in Jackson greifbar war; Tommys Einsatz eines Flammenwerfers gegen den Bloater ist ein Verweis auf eine Waffe in den Spielen und spiegelt die Angst wider, die Mazin während des Spiels empfand. Die Schlacht bestand ursprünglich aus zwei oder drei Bloatern, wurde aber in der Nachbearbeitung auf einen gekürzt. Die Sequenz mit den eingefrorenen Infizierten wurde aus der gleichen Szene im Spiel erweitert, während andere Sequenzen, wie Abby, die von der Horde gejagt und von Joel gerettet wird, originalgetreuer adaptiert wurden.:32:24

### Casting und Figuren
Pedro Pascal, der Joel darstellt, war sich des Todes der Figur bewusst, als er die Rolle annahm.  Er fühlte sich während der Dreharbeiten unberührt, bis sein blutiges Make-up und die Prothesen aufgetragen wurden, die seiner Meinung nach „die Stimmung komplett zerstörten, sobald mich jemand ansah“, und zwar aus Trauer. Mazin war nicht besorgt darüber, Pascals Popularität durch seinen Ausstieg aus der Serie zu verlieren, da die Welt und die Geschichte „der Star“ seien. Pascal freundete sich mit Kaitlyn Dever an, die Abby darstellt; er fand ihre enge Beziehung ironisch, wenn man den Konflikt ihrer Charaktere bedenkt, hatte aber das Gefühl, dass es sie einander näher brachte.:2:31
Ramsey fühlte sich krank und weinte beim Lesen des Drehbuchs.:6:11 Ramsey bereitete sich auf die Todesszene vor, indem Ramsey sie als normal behandelte, indem Ramsey Peanut Butter Jelly Time von den Buckwheat Boyz in einer Schleife hörte, um die Dunkelheit und die Erschöpfung auszugleichen und dies bis Sekunden vor jeder Aufnahme fortsetzten.  Ramsey erinnerte sich daran, dass während der Dreharbeiten „einfach alles herauskam“, fand aber, dass es im Allgemeinen einfacher war als andere Momente, da Ramsey „genau wisse, wie die Szene sein muss“. Mazin war überzeugt, dass Ellie, die Joel anfleht, „aufzustehen“, das Publikum widerspiegelt, das genauso empfand. Als Ellie Joel nach seiner Ermordung ansieht, beschreibt das Drehbuch ihr Gesicht als „von Schmerz gezeichnet … gleichzeitig ein verängstigtes, schluchzendes Kind und ein schreckliches, rachsüchtiges Monster“.
Gabriel Luna, der Tommy spielt, hat die Angriffssequenz auf Jackson schon beim Lesen des Drehbuchs vorausgesehen und sie mit der Episode Die Schlacht der Bastarde der Fernsehserie Game of Thrones verglichen.:0:51 Mit Rutina Wesley, die Maria darstellt, absolvierte er ein Schusswaffen- und Stunttraining, unter anderem mit Nachbildungen von im Spiel verwendeten Waffen wie Tommys M1 Garand. Luna übte am Tag vor den Dreharbeiten einige Minuten lang mit einem Flammenwerfer; später hatte er immer wiederkehrende Visionen von flammenden Gestalten, die auf ihn zurannten, was er auf ein Trauma zurückführte. Er stellte sicher, dass sein Freund, der Stuntman Ty Provost, am Set anwesend war, um ihm bei den Stunts zu helfen. Luna störte sich an Tommys Handlungsunfähigkeit während Joels Tod im Spiel, und war später besorgt über Tommys Abwesenheit in der Episode; er fühlte sich beruhigt, als Mazin ihm einen umfangreichen Text schickte, in dem er seine Pläne für Tommys Geschichte, einschließlich des Kampfes gegen Jackson, darlegte. Druckmann war der Meinung, dass sich Tommys Ziel im Laufe der Handlung verlagert: vom Schutz Jacksons zur Rettung Marias, die ihm neben seinem Sohn am meisten am Herzen liegt. Wesley war der Meinung, dass die beiden Figuren „Anker füreinander“ sind. Kostümdesignerin Ann Foley ließ sich von einer Marlboro-Werbung aus den 1980er Jahren zu Tommys Outfit inspirieren, das Luna als einzigartig in den Spielen empfand.
Die Leiche von Abbys Vater wurde absichtlich im Finale der ersten Staffel gezeigt, da sie in der zweiten Staffel, insbesondere in Abbys Traumsequenz, eine Rolle spielt.:10:01 Dever wollte, dass sich die Trauer und der Verlust der Figur in ihren Augen widerspiegeln; sie hielt sie für „einen sehr gebrochenen Menschen“. Mazin hielt Abby nach Joels Tod für ‚unzufrieden‘, da sie nicht ganz erreicht hatte, was sie wollte, und dabei ihre Freunde verärgerte; er hatte das Gefühl, dass sie in der Szene „keine Kontrolle über sich selbst hatte“. Dever fand Joels Tod „herzzerreißend“, als Zuschauerin der ersten Staffel. Die Szene war ihre erste in der Serie; die Dreharbeiten fanden einige Wochen nach dem Tod ihrer Mutter und drei Tage nach der Beerdigung statt. Obwohl Pascal und Isabela Merced beide andere Drehverpflichtungen hatten,  wurde der Produktionsplan überarbeitet, um Devers Bedürfnissen gerecht zu werden, und sie wählte den Tag, an dem Joels Tod gefilmt wurde, und bat um eine minimale Besetzung. Sie konnte sich nicht wie gewohnt auf die Szenen vorbereiten, was ihrer Meinung nach der Figur zugutekam, da sie sich natürlicher anfühlte, und die gemeinsame Anstrengung der Crew machte es „zu einer der größten Erfahrungen, [die sie] je als Schauspielerin gemacht hat“. Mazin schrieb einen Monolog für Abby, der im Spiel nicht vorkam, was durch die Offenbarung von Abbys Beweggründen zu einem früheren Zeitpunkt in der Serie als im Spiel veranlasst wurde. Mylod hatte das Gefühl, dass Dever „einfach alles geben würde“, selbst bei den Aufnahmen, die sich nicht auf Abby konzentrierten, was er als seinen „Traum als Regisseur“ bezeichnete.

### Musik
Die Episode endet mit einer Coverversion des Songs Through the Valley von Shawn James, vorgetragen von Ashley Johnson, die Ellie in den Spielen und Ellies Mutter Anna in der Serie darstellt. Johnsons Cover wurde im zweiten Spiel und in dessen Marketing verwendet; das in der Episode verwendete ist eine Mischung aus ihrer Originalaufnahme und einer neuen, die eine weichere Version der zweiten Strophe hinzufügt, um besser zu den Szenen zu passen.:29:25 Die Streams von Johnsons Originalcover stiegen in den USA nach der Ausstrahlung der Episode um 1.005 % auf Spotify. Mazin meinte, dass die Verwendung des Covers Annas Liebe zu Ellie während der Szene, in der Ellie um Joel trauert, widerspiegelt und im Wesentlichen beide Elternteile von Ellie in die Sequenz einbaut. Er fand, dass einige Texte die Ereignisse der Episode darstellten – während Jackson vielleicht gerettet wurde, wurden die Seelen verdammt – und andere spiegelten einen unerreichbaren Wunsch für die Figuren wider::38:40

“I walk through the valley of the shadow of death

And I fear no evil because I'm blind to it all

And my mind and my gun, they comfort me

Because I know I'll kill my enemies when they come.”

„Ich gehe durch das Tal des Todesschattens

Und ich fürchte kein Übel, denn ich bin blind dafür

Und mein Verstand und mein Gewehr, sie trösten mich

Denn ich weiß, dass ich meine Feinde töten werde, wenn sie kommen.“

Die Komponisten Gustavo Santaolalla und David Fleming arbeiteten jeweils an der charakter- bzw. handlungsorientierten Musik der Serie. Sie wollten, dass die Musik der Episode die Unvermeidlichkeit der Ereignisse widerspiegelt, ohne sie zu übertreiben, und sich kontinuierlich bis zu Joels Tod aufbaut. Fleming näherte sich dem Angriff auf Jackson, indem er Banjos und Cellos, die in früheren Episoden zu hören waren, verstimmte und größere Schlagzeug- und Blechblasinstrumente verwendete. Er brach die Sequenz in zwei Teile auf, wobei der erste Teil sich auf die militaristischen Vorbereitungen der Stadt und der zweite Teil auf die überwältigende Horde konzentrierte. Fleming wollte, dass Abbys Verfolgungsjagd mit den Infizierten dramatisch wirkt, aber den Angriff auf Jackson nicht überschattet; er arbeitete eng mit Mazin zusammen und probierte mehrere Versionen aus, um sicherzustellen, dass sie sich von anderen Begegnungen mit Infizierten unterscheidet.
Fleming und Santaolalla komponierten für Abby, um ihre Wut, ihren Schmerz und ihr Trauma ähnlich wie bei Ellie darzustellen, und nicht als traditionelle Antagonistin. Für Joels Todesszene verwendete Santaolalla mehrere Themen wieder, um einen „emotionalen Höhepunkt“ zu schaffen, während er zu neuen Einsätzen mit etablierten Instrumenten wie dem Charango überging, wobei er „die Ästhetik der Musik mit nicht nur den Themen, sondern auch der Instrumentierung und der Rohheit“ beibehielt. Die Musik der Szene wurde mehrfach geändert, ursprünglich war sie aktiver und kontinuierlicher; Santaolalla wollte nicht, dass die Musik melodramatisch klingt, und Mazin wollte mehr Stille, um seltene größere Momente zu schaffen, die sich aktiver anfühlten, Schocks hinzufügten und den Zuschauern das Gefühl gaben, den Figuren näher zu sein, ähnlich wie bei einem Spiel, anstatt passiv zuzusehen. Sie entschieden sich für einen Titel von Santaolalla, wenn Abby über den Tod ihres Vaters spricht, was sie als sehr wirkungsvoll empfanden.

### Dreharbeiten
Die Episode wurde über einen Zeitraum von anderthalb Monaten gedreht, beginnend im Februar 2024. Joels Tod wurde am 7. März in einem Haus in Mission gefilmt, wobei der Einsatz von Bluescreens vermieden wurde. Pascal kam mit Verspätung zum Drehort, als sein Flug wegen schlechten Wetters umgeleitet wurde. Der Dreh wurde in der ersten Woche der Produktion angesetzt, was zusätzlichen Druck für die Kamerafrau Catherine Goldschmidt bedeutete. Mazin und Mylod verbrachten Stunden damit, die Positionierung der einzelnen Figuren festzulegen, und Mylod und Goldschmidt entschieden sich dafür, sich auf die Gesichter von Abbys Freunden zu konzentrieren anstatt auf die Gewalt. Mels Weinen wurde von der Schauspielerin Ariela Barer improvisiert. Die Szenen in der Skihütte wurden an vier Tagen gedreht; von den zwei Tagen, die sich auf Joels Tod konzentrierten, war einer hauptsächlich für Ellies Szenen vorgesehen.
Mazin betrachtete die Prothetik von Joels Tod als die wichtigste der Staffel. Pascal wurde in 3D gescannt, damit der Prothetikdesigner Barrie Gower seine Maße berücksichtigen konnte, zumal Pascals linkes Auge geschlossen sein würde.:7:45 Sobald Ellie die Szene betritt, wechselt die Kamera zu ihrer Perspektive. Goldschmidt filmte eine Kranaufnahme von Ellie mit Joels Leiche, um den Zuschauern die räumliche Situation des Raums zu verdeutlichen und die Isolation und Leere des Moments zu spüren zu lassen.:7:29 Während die Szene in der Nähe der Schauspieler gedreht wurde, wollte Mylod, dass die letzte Einstellung vom visuellen Stil abweicht, und zwar auf eine „endgültige, beurteilende“ Weise.
Die Szenen rund um Jackson wurden in Mission, Fort Langley und Langley gedreht. Die Stadt wurde auf einem Parkplatz in Vancouver gebaut, ist 27.170 m² groß und besteht aus 45 teilweise errichteten Gebäuden; viele beherbergten verschiedene Produktionsteams, wie das VFX-Team in der Starbucks-Filiale. Um das Wachstum der Stadt zu demonstrieren, wurden die in Jacksons Darstellung der ersten Staffel verwendeten Materialien nicht wiederverwendet. Mylod und Goldschmidt entwarfen die Handlung am Set anhand eines Storyboards, bevor sie von Produktionsdesigner Don Macauley und seinem Team vervollständigt wurde, indem sie notwendige Elemente zur Unterstützung der Produktion hinzufügten, wie etwa feuerfeste Gebäude und Laufstege für die Schauspieler und die Crew. Macauley illustrierte jeden Teil des Kampfes am Set, um dem Produktionsteam zu helfen. Die ausführenden Produzenten Jacqueline Lesko und Cecil O'Connor leiteten die Teams, die für die Actionszenen verantwortlich waren, zu denen 30 bis 40 Stuntdarsteller, die an einem Trainingslager teilnahmen, um sich mit den Rollen vertraut zu machen, und etwa 100 Statisten in Prothetik gehörten.
Gower sprach mit Mazin und Druckmann darüber, das Aussehen einiger Infizierter zu ändern, um das kalte Wetter widerzuspiegeln und sie wie Erfrorene aussehen zu lassen.:4:42 Das Prothetik-Team arbeitete jeden Tag an etwa 20 bis 30 Darstellern für Nahaufnahmen und konzentrierte sich dabei auf diejenigen, die vor der Kamera erscheinen würden,:6:45 während Foleys Team fast 600 Kostüme für die Episode anprobieren musste und drei Drehteams (Alberta, Jackson und Schneeszenen) betreute. Der Bloater-Stuntman Glenn Ennis musste Kühlpads und ein Kühlzelt benutzen, bevor er mit dem Flammenwerfer getroffen wurde, was er etwa 12–14 Mal tat; Mylod ging davon aus, dass er sich dabei „fast unterkühlte“. Mehrere zusätzliche Szenen, darunter weitere Explosionen der Infizierten, wurden gedreht, aber aus der endgültigen Folge herausgeschnitten. Goldschmidt fand, dass Mazins Texte bei der Erstellung der Visualisierungen hilfreich waren und oft auf das Spiel verwiesen. Sie filmte die Schlacht an der Wand mit drei Kameras, die auf fünf erhöht wurden, als die Horde Jackson betritt. Da sie sich Sorgen um die Beleuchtung der Schlacht machte, wollte sie die Kulissen ursprünglich mit Seide verkleiden, inspiriert von Die Geish (2005), wurde aber durch Zeit- und Budgetbeschränkungen eingeschränkt und entschied sich stattdessen für Baukräne mit großen Laken aus Blackout-Stoff, um das Sonnenlicht von den Figuren fernzuhalten.
Die Produktion wurde ab dem 18. März für sechzehn Tage nach Alberta verlegt, unter anderem nach Exshaw und in das Fortress Mountain Resort. Das Wetter beeinträchtigte die Produktion, und die Dreharbeiten fanden während eines Blizzards in Fortress Mountain,:1:00 und in Whistler statt, während der Szene, in der Abby von Infizierten gejagt wir.:4:11 Bei der Produktion der letztgenannten Szene wurden einige Crewmitglieder (einschließlich der Tonabteilung) abgezogen, um das Risiko eines Lawinenabgangs zu vermeiden.:4:36 Dever war besorgt, dass sie fallen und von der Menge niedergetrampelt werden könnte. Die Szene, in der Abby von den Infizierten erdrückt wird, wurde mit einer DJI Ronin 4D, die auf einem Filmotechnic Technoscope F27 Kamerakran auf dem Boden montiert wurde, gedreht, anstelle der in der Serie üblichen Alexa-35-Kamera. Mazin und Macauley konzipierten die Auseinandersetzung zwischen Tommy und dem Bloater in der Gasse, nachdem die Hauptproduktion stattgefunden hatte. Ein Set wurde im April auf einem Privatgrundstück an der Minaty Bay in Britannia Beach errichtet; die Dreharbeiten fanden vier Monate nach den Hauptaufnahmen statt, an fünf Tagen – mit Rauch- und Flammenpyrotechnik.

### Visuelle Effekte
Elf Visual-Effects-Teams arbeiteten an der Episode, darunter DNEG, Important Looking Pirates, Rise FX und Wētā FX;:{{{1}}} Wētā FX arbeitete an den Infizierten und erhöhte damit ihre Anzahl erheblich,:6:07 und Important Looking Pirates arbeitete an der Bloater-Sequenz.:24:20 Die Episode verwendete mehr als 600 Visual-Effects-Shots, fast 200 mehr als die fünfte Episode der ersten Staffel. Mylod und der erste Regieassistent Dan Miller arbeiteten mit dem Leiter der visuellen Effekte, Alex Wang, zusammen, um eine Vorabvisualisierung für die komplette Actionsequenz zu erstellen. Mylod war überzeugt, dass er durch seine Erfahrungen als Regisseur von Game of Thrones auf die physische Produktion und die visuellen Effekte vorbereitet war. Der Leiter der visuellen Effekte, Nick Epstein, war der Meinung, dass die visuelle Klarheit von Jackson bei Tag – im Gegensatz zum nächtlichen Setting von Ertragen und Überleben – bedeutete, dass sich die Effekte „nirgendwo verstecken“ konnten und die „technische Messlatte“ höher lag als in der ersten Staffel. Animation Supervisor Dennis Yoo fand, dass die größeren Menschenmengen eine zusätzliche Schwierigkeit darstellten; etwa 400 einzigartige Infizierte wurden digital erstellt, wobei einige Weitwinkelaufnahmen fast tausend Infizierte enthielten. Epstein ging davon aus, dass die Variation zwischen den einzelnen Kreaturen „eine Art von maskierter Menschlichkeit“ hinzufügte, was bedeutete, dass jede von ihnen „ihre eigene Geschichte hat“.
Jede Kreatur wurde aus Scans von etwa 30 Stunt-Darstellern mit Prothesen erstellt, wobei viele mit verschiedenen Kleidungsstücken, Haaren und Pilzstrukturen ergänzt wurden, um Variationen zu ermöglichen. Er hatte auch Schwierigkeiten, ihre Bewegungen und Kollisionen realistisch wirken zu lassen, auch mit toten Körpern, die alle animiert waren. Yoo nahm zusätzliche Szenen mit mehreren Schauspielern auf, was viele Wiederholungen erforderte, um sicherzustellen, dass ihre Bewegungen zu den unterschiedlich großen Figuren passten und um zu vermeiden, dass die Darsteller „wirklich albern rennen“ und „anfangen, wie Monty Python auszusehen“. Yoo war besorgt darüber, dass die Bewegungen und das Fell der Hunde unrealistisch aussehen würden. Das Team verbrachte einen Tag damit, die Hunde zu scannen und zu fotografieren, was Epstein als seinen Lieblingstag am Set bezeichnete. Etwa 21 Simulationen waren in der Aufnahme der aus dem Schnee auftauchenden Horde vorhanden, wobei mehrere Iterationen vorgenommen wurden, um Mazins „sehr spezifische Vision“ zu erfüllen, wie z. B. die Drehung des Kopfes des Clickers, wenn er sich erhebt. Auf der Vorderseite des Jackson-Sets befand sich „einer der größten Greenscreens, die [Epstein] je gesehen hatte“; die Landschaftsaufnahme wurde vollständig digital auf der Grundlage von Fotos von Kananaskis Country erstellt.
Während der Bloater in der Episode Ertragen und Überleben zunächst praktisch dargestellt wurde, bevor er durch computergenerierte Bilder (CGI) ersetzt wurde, schufen Wang und sein Team den Bloater in Durch das Tal zunächst mit CGI, um sein Design besser zu verstehen. Sein Körperbau basierte auf denen von Bodybuildern. Das Team fügte Genitalien hinzu, um nicht wie eine Ken-Puppe zu wirken; Epstein meinte, sie hätten „viel zu viel Zeit damit verbracht, darüber zu reden“, insbesondere darüber, wie sich die Genitalien bewegen. Adam Basil, der an Ertragen und Überleben mitgearbeitet hatte, kehrte zurück, um den Bloater darzustellen, während Ike Hamon zurückkehrte, um seine Bewegungen durch Performance Capture darzustellen. Das Team der visuellen Effekte ließ sich von Tieren wie Alligatoren inspirieren, die sich im Allgemeinen langsam bewegen, aber schneller werden, wenn sie in die Enge getrieben werden oder angreifen.
Mehrere Texturen der ersten Staffel mussten aufgrund der unterschiedlichen Beleuchtung geändert werden; der Texturmaler, der an dem Bloater der ersten Staffel gearbeitet hatte, wurde gebeten, die Texturierung für die Episode „ungefähr zu verdoppeln“. An dem Bloater wurden einige Änderungen vorgenommen: Seine Kopfform wurde verändert und Ranken-Sprossen hinzugefügt, basierend auf Photogrammetrie von echten Pilzen wie Schwefelporlinge, fotografiert von Asset Supervisor Pascal Raimbault; Es wurden blaue und violette Farben gewählt, um die eisige Umgebung widerzuspiegeln; und er wurde etwa 10 % größer und imposanter gemacht, um seine Stärke im Vergleich zum Rest der Horde sofort zu reflektieren. Seine natürliche Panzerung aus der ersten Staffel wurde verbessert, um den Schaden durch Kugeln zu zeigen, ohne vollständig zerstört zu werden. Wang nutzte das Gameplay von Part II als Leitfaden für die Animation des verbrannten Bloaters. Es wurden mehrere Animationen getestet; Wang wollte, dass die Zuschauer sehen, wie die Flammen die verschiedenen Schichten der Kreatur durchdringen, um ihren Tod glaubhaft zu machen.

### Schnitt
Timothy A. Good war für den Schnitt von Durch das Tal verantwortlich. Er begann Ende Februar 2024 mit der Arbeit an der Episode, und der endgültige Schnitt wurde über ein Jahr später fertiggestellt.:30:22 Er erhielt mehr Filmmaterial als üblich: 24 Tage für die Hauptproduktion (drei Stunden pro Tag) und mehr als 30 Tage von der zweiten Produktionseinheit, insgesamt etwa 50 Tage.:20:18 In den ersten Schnittfassungen wurde zwischen den Jackson-Kampfszenen und den Lodge-Szenen geschnitten, aber Good ging davon aus, dass die Zuschauer sich mehr für das charakterorientierte Drama der letzteren interessierten, weshalb die Jackson-Szenen früher in der Episode platziert wurden. Good betrachtete Joels Tod als die schwierigste Szene, die zu schneiden war, vorwiegend wegen des Drucks, der durch ihre Bedeutung und die Angst, die sie bei den Zuschauern auslösen würde, entstand. Um besser zu verstehen, welche Elemente am wichtigsten waren, überarbeitete er die Szene fünfmal, bevor er sie präsentierte,:5:11 woraufhin Mylod und Mazin zusätzliche Anweisungen gaben, z. B. empfahl Mazin, mehr Gewalt aus Ellies Perspektive einzufügen und eine Pause hinzuzufügen, bevor sie auf Joels Tod reagiert.:10:23 Die Serie vermeidet es normalerweise, Gewalt zu zeigen, so auch in Goods ursprünglichem Schnitt, der Joels Tod nicht zeigte, aber Mazin fand es schockierender. Ellies Annäherung an die Hütte wurde mit schnellen Schnitten geschnitten, um die Szene in Bewegung zu halten, aber lang genug, um ihre Perspektive zu zeigen.
Mylod filmte die Schauspieler auf verschiedene Arten, was Good dazu veranlasste, die effektivste Version auszuwählen; er mischte mehrere Versionen, um Ellies wechselnde Emotionen während der Szene zu zeigen, von befehlend über ruhig bis zu wütend.:6:47 Mylod filmte ganze Szenen aus verschiedenen Perspektiven, wie z. B. Joels Tod aus der Sicht eines Mitglieds von Abbys Crew, was Good mehr Material zum Schneiden lieferte:22:20 und es ihm ermöglichte, neue Momente in der Geschichte zu konstruieren, wie z. B. Owen, der Manny anweist, Ellie am Leben zu lassen.:13:07 Der Ton von Joel, der zu Abby sagt, sie solle „es einfach tun“, stammt aus einer anderen Aufnahme als in der Episode. Abweichend von der üblichen Vorgehensweise schnitt Good die Schlusssequenz passend zur Musik, was ihn dazu zwang, die Szene zwischen Tommy und Maria zu kürzen; er beschränkte sie auf das wichtigste Element, nämlich Maria, die den gebrochenen Tommy tröstet.:27:35 Good bat darum, das Geräusch von Joels Körper, der über den Schnee geschleift wird, hinzuzufügen, damit die Zuschauer seine Anwesenheit spüren können.:31:07

## Rezeption

### Ausstrahlung und Zuschauerzahlen
Die Episode wurde am 20. April 2025 auf HBO ausgestrahlt. Im linearen Fernsehen hatte die Folge 643.000 Zuschauer, mit einer Einschaltquote von 0,16. Die Serie war in den Wochen vor und nach der Episode die meistgesehene bei allen Streaming-Diensten, und sie war in der Woche nach Durch das Tal die meistgefragte Serie in Kanada, mit mehr als dem 76-fachen der durchschnittlichen Nachfrage für Fernsehserien.
Einen Tag später, am 21. April 2025, lief sie in Deutschland bei Sky Atlantic.

### Kritik
Durch das Tal hat eine Zustimmungsrate von 97 % auf dem Bewertungsaggregator Rotten Tomatoes basierend auf 29 Bewertungen, mit einer durchschnittlichen Bewertung von 9 von 10. Der kritische Konsens der Website bezeichnete die Episode als „ergreifend spannend“.
Michael Walsh von Nerdist nannte sie „Fernsehen vom Feinsten in jeder Hinsicht“. Nathan Ingraham von Engadget war überzeugt, dass die gleichzeitige Darstellung von Jacksons Kampf und Joels Tod „ein Zeugnis für die Autoren, Regisseure und Darsteller ist“, obwohl Simon Cardy von IGN meinte, dass es sich um „zwei Geschichten handelt, die sich gegenseitig nicht genug Raum zum Atmen geben“.
Kritiker lobten Ramseys Leistung für die Darstellung von Trauer und Wut, besonders in Ellies Schreien, als Joel getötet wird. Kimberly Roots von TVLine nannte Ramsey die Darstellerin der Woche und lobte ihre Fähigkeit, „Ellies Verzweiflung darüber, dass sie erkennt, dass keine Zeit mehr bleibt, die Dinge mit Joel in Ordnung zu bringen“ zu vermitteln. Caroline Siede von The A.V. Club war überzeugt, dass Ramsey sowohl Ellies „Reife als auch ihre kindliche Unschuld“ gut einfangen konnte. Devers Darstellung wurde für ihre Intensität und Wildheit gelobt, was viele als Ausgleich für Abbys weniger muskulösen Körperbau aus dem Spiel empfanden. Chris Bennion von The Telegraph nannte Devers Darstellung ein „Kraftpaket“, das Abbys Handlungen in der Realität verankert, und Alex Welch von TheWrap meinte, sie „lässt keinen Zweifel daran, warum sie die richtige Schauspielerin für die Rolle war“. Dever reichte die Episode für die Beste Gastdarstellerin in einer Dramaserie bei den Emmy Awards 2025 ein. IGNs Cardy nannte Pascals Leistung „note-perfect“ und verwies auf die „Akzeptanz in seinen Augen“ bei seinem Tod. Nerdists Walsh fand seinen letzten Blick auf Ellie unvergesslich und lobte Lunas nuancierte Emotionen.
Siede vom A.V. Club verglich die Handlung mit einer griechischen Tragödie und nannte sie „eher absichtlich verheerend als strukturell faul“. Zosha Millman von Polygon würdigte, dass Abby, die unwissentlich die Horde auf Jackson loslässt, die breiteren gesellschaftlichen Implikationen ihres Rachefeldzugs demonstriert. Mehrere Rezensenten lobten die Todesszene von Joel, weil sie Abbys Schmerz und Brutalität ausbalanciert. Ingraham von Engadget lobte die Gegenüberstellung mit dem Angriff auf Jackson, weil sie eine zusätzliche Ebene der Trauer darstellt, obwohl Tracy Brown von der Los Angeles Times es als wenig subtil empfand, dass Jackson „von infizierten Monstern zerstört wird, während Joel […] von menschlichen Monstern getötet wird“. IGNs Cardy meinte, dass die Action Joels Tod überschattet und von den Ereignissen mit unbekannten Charakteren ablenkt. Kenneth Shepard von Kotaku kritisierte das Tempo und merkte an, dass der Subtext zu offensichtlich gemacht wird, indem Abbys Zweideutigkeit entfernt und Ellie dargestellt wird, wie sie Joels Körper umarmt. Shirley Li von The Atlantic war der Meinung, dass Abbys Monolog den Schock über die Ermordung von Joel wegnimmt und der „unerbittliche“ Angriff von Jackson hinzugefügt wurde, um dies zu kompensieren, wodurch die Serie „zirkulärer und abwürgender in ihrer Erzählweise wird“. Viele Rezensenten fanden, dass der Schock über Joels Tod an den von Ned Stark oder die Rote Hochzeit in Game of Thrones erinnert.
Mylods Regie und Goldschmidts Kameraführung wurden für ihre Fokussierung auf die Charaktere gelobt, insbesondere während der Actionsequenzen und Joels Tod. Mehrere Kritiker lobten Abbys Verfolgungsjagd und fanden die Kameraführung in ihrer Klaustrophobie erschreckend. IGNs Cardy war überzeugt, dass sie die „rasende Unerbittlichkeit“ der Infizierten demonstrierte und Kotakus Shepard fühlte sich an das Spiel erinnert. Siede von The A.V. Club bezeichnete die Kranaufnahme von Ellie, die Joel umarmt, als „wunderschön und niederschmetternd“, und Ben Travers von IndieWire meinte, dass die letzte Aufnahme Ellies Blick auf die Zukunft widerspiegelt, der durch ihren Fokus auf die Vergangenheit eingeschränkt wird. Mehrere Kritiker betrachteten die Actionsequenz als die epischste und intensivste der Serie, und verglichen sie positiv mit Game of Thrones und Der Herr der Ringe: Die zwei Türme. James Jackson von der Times verglich sie mit der Eröffnungssequenz von Der Soldat James Ryan, und John Nugent von Empire nannte sie „außergewöhnliches Kinofernsehen im großen Stil“. The A.V. Club war beeindruckt davon, wie die Szenen sie dazu brachten, sich mehr für Tommy und Maria zu interessieren, und Keith Phipps von Vulture fand, dass die Vorbereitungsszenen die Action effektiver machten. IGNs Cardy hingegen hielt die Sequenz zwar für wunderschön gedreht, aber für eine Überkorrektur der spärlichen Action der ersten Staffel, und Alan Sepinwall von Rolling Stone fand sie „aufregend“, aber „weniger fesselnd als sie sein sollte“ aufgrund der unbekannten Charaktere.

### Auszeichnungen und Nominierungen
Mazin und Mylod wurden für die Episode bei den 5. Astra TV Awards für das beste Drehbuch bzw. die beste Regie in einer Dramaserie nominiert.
Von den 35 Einreichungen der Staffel für die Emmy Awards 2025 waren mehr als ein Drittel davon für Durch das Tal.